# Aequipecten
Genre
Aequipecten est un genre de mollusques bivalves marins, des pétoncles  de la famille des Pectinidae.

## Liste des espèces
Selon World Register of Marine Species (2 déc. 2020) :
- Aequipecten atlanticus (E. A. Smith, 1890)
- Aequipecten commutatus (Monterosato, 1875)
- Aequipecten exasperatus (G. B. Sowerby II, 1842)
- Aequipecten flabellum (Gmelin, 1791)
- Aequipecten glyptus (A. E. Verrill, 1882)
- Aequipecten muscosus (W. Wood, 1828)
- Aequipecten nicklesi Dijkstra, 1998
- Aequipecten opercularis (Linnaeus, 1758)
- Aequipecten tehuelchus (d'Orbigny, 1842)